# Borde de ataque

Borde de ataque marcado en rojo en un diagrama del perfil alar.

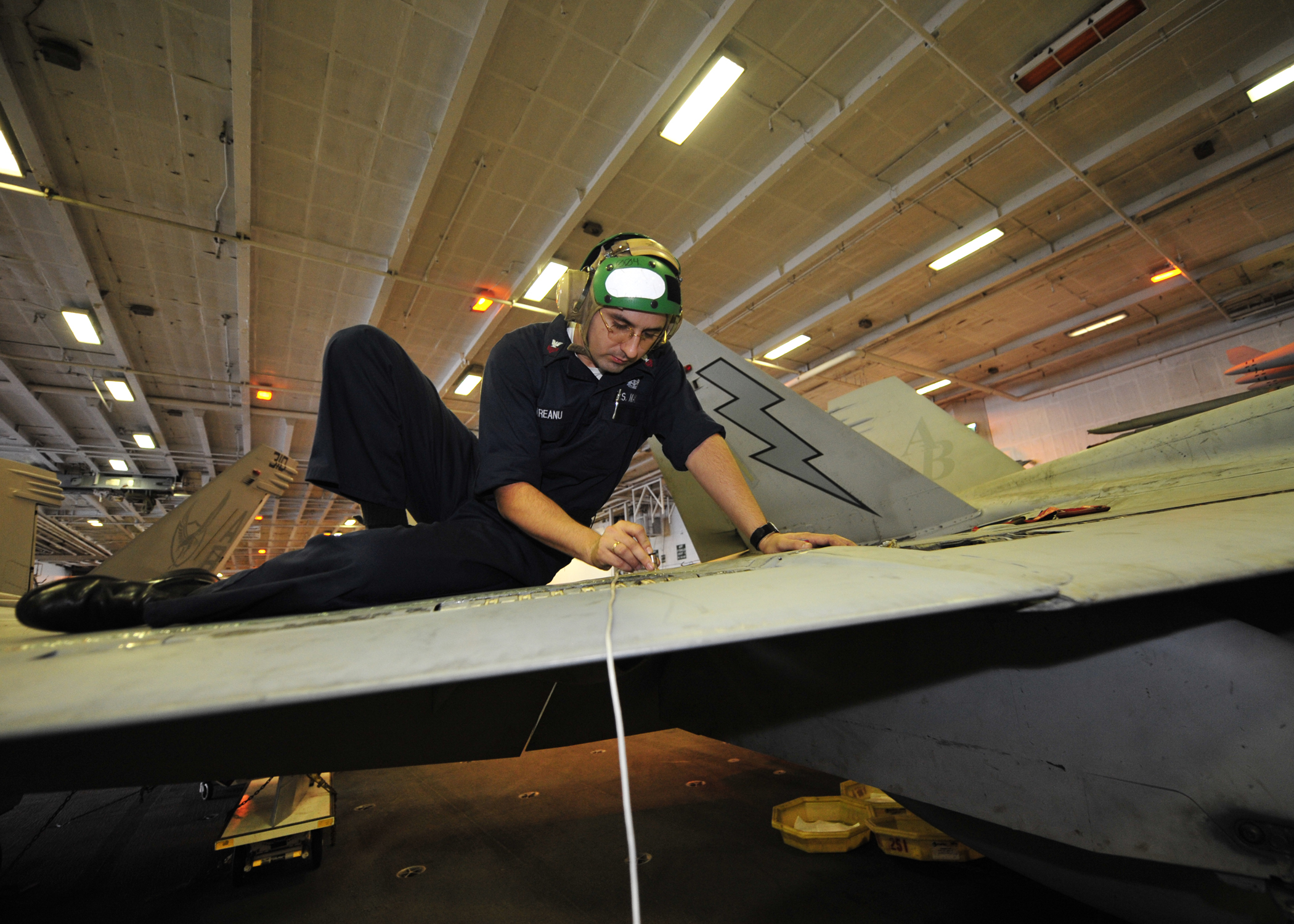
Un mecánico estructural inspeccionando el borde de ataque del ala de un F/A-18C Hornet.

El borde de ataque es el borde delantero del ala, o, dicho de otra forma, la parte del ala que primero toma contacto con el flujo de aire. Aplicado en un perfil alar, es el punto en el que primeramente el aire toma contacto para que posteriormente el aire tome dos rumbos; parte del aire pasa por el extradós y la otra parte del aire pasa por el intradós.
En una aeronave de ala fija, el borde de ataque puede ir equipado con los siguientes elementos:
- Extensiones del borde de ataque
- Aletas de borde de ataque retráctiles (slats) o fijas (slot)
- Aletas Krueger
- Tiras de entrada en pérdida
- Generadores de vórtices

Dependiendo del ángulo que forma el borde de ataque con el fuselaje, las alas pueden ser de distintas formas.
En aeronaves de alta velocidad (como los cohetes), la fricción del aire puede causar calor extremo en el borde de ataque. Esto fue la causa del accidente de transbordador espacial Columbia durante la reentrada en 1 de febrero de 2003, precedido por una serie de daños en el revestimiento de fibra de carbono reforzada de las cubiertas del borde de ataque, ocurridas durante el despegue.